# Myospila sparsiseta
Myospila sparsiseta är en tvåvingeart som först beskrevs av Stein 1915.  Myospila sparsiseta ingår i släktet Myospila och familjen husflugor. Inga underarter finns listade i Catalogue of Life.